# Aeddan ap Blegywryd
Aeddan ap Blegywryd (mort en 1018) est un usurpateur du royaume de Gwynedd. Il devient roi en 1005 mais on ignore les circonstances de son accession au trône car il ne semble pas être lié familialement avec son prédécesseur, Cynan ap Hywel. Aeddan ap Blegywryd est vaincu et tué lors d'un combat en 1018 avec ses quatre fils.

## Règne
Il existe très peu d'informations sur ce roi, car il s'agit d'une période assez sombre de l'histoire du pays de Galles. De fait, on ne sait pas dans quelles circonstances Aeddan, qui ne semble pas faire partie de la lignée directe de la famille royale de Gwynedd, peut monter sur le trône en 1005. Il est probable qu'il prend le royaume par la force à Cynan ap Hywel, mais aucun document ne peut étayer cette hypothèse. Il règne jusqu'en 1018, date à laquelle il est tué avec ses quatre fils dans une bataille contre Llywelyn ap Seisyll qui s'empare du pouvoir,.